# 郝庄乡 (绛县)
郝庄乡，是中华人民共和国山西省运城市绛县下辖的一个乡镇级行政单位。

## 行政区划
郝庄乡下辖以下地区：
牛庄村、南永青村、北庄村、大吕村、南庄村、上吕村、闫庄村、永青村、大角村、小山村、西郝村、东郝村、小祁村、中董村、薛家洼村、东牛坞村、西牛坞村、四眼沟村和北牛坞村。